# بريجيتا باريت
بريجيتا ليشيا باريت (بالإنجليزية: Brigetta LaShea Barrett)‏ هي متسابقة وثب عالي أمريكية ولدت في يوم 24 ديسمبر 1990 في نيويورك، أبرز إنجازاتها هو فوزها بالميدالية الفضية في دورة الألعاب الأولمبية الصيفية 2012 في لندن، كما فازت بالميدالية الفضية في بطولة العالم لألعاب القوى 2013 في موسكو. أفضل رقم شخصي لها هو 2.03 متر.